# Arcidiocesi di Halifax-Yarmouth
L'arcidiocesi di Halifax-Yarmouth (in latino Archidioecesis Halifaxiensis-Yarmuthensis) è una sede metropolitana della Chiesa cattolica in Canada. Nel 2021 contava 215.880 battezzati su 807.605 abitanti. È retta dall'arcivescovo Brian Joseph Dunn.

## Territorio
L'arcidiocesi comprende le seguenti contee della provincia canadese della Nuova Scozia: Queens, Lunenburg, Halifax, Hants, Cumberland, Colchester, Kings, Annapolis, Digby, Yarmouth e Shelburne. Queste ultime cinque contee costituivano la diocesi di Yarmouth, prima dell'unione con Halifax.
Sede arcivescovile è la città di Halifax, dove si trova la basilica cattedrale di Santa Maria (St. Mary's Cathedral Basilica). A Yarmouth sorge la concattedrale di Sant'Ambrogio.
Il territorio si estende su 34.055 km² ed è suddiviso in 66 parrocchie.

### Provincia ecclesiastica
La provincia ecclesiastica di Halifax-Yarmouth, istituita nel 1852 con il nome di Halifax, comprende le seguenti suffraganee:
- la diocesi di Charlottetown, eretta nel 1829;
- la diocesi di Antigonish, eretta nel 1844 con sede a Arichat, trasferita a Antigonish nel 1886.

La provincia ecclesiastica comprende le province canadesi della Nuova Scozia e dell'Isola del Principe Edoardo.

## Storia
I primi missionari raggiunsero il territorio dell'odierna arcidiocesi agli inizi del XVII secolo, quando fu fondata la città di Port Royal in Acadia; nel 1610 è noto il prete francese Jessé Fleché, originario di Langres. Nel 1611 arrivarono i gesuiti, nel 1619 i recolletti e nel 1632 i cappuccini.
Dal 1659 i territori dell'Acadia furono sottomessi alla giurisdizione dei vicari apostolici di Québec, che ebbero la responsabilità di inviare i missionari nella regione, che fu visitata due volte (1686 e 1689) da Jean-Baptiste Saint-Vallier, vicario generale e poi vescovo di Québec.
Nel 1713 l'Acadia divenne colonia britannica. Inizialmente fu garantita la libertà ai coloni francesi di professare la propria fede, ma nel 1755 tutti i francesi furono espulsi e nel 1758 furono introdotte leggi restrittive nei confronti dei cattolici, anche se non furono mai applicate in modo severo e il cattolicesimo poté sopravvivere. La difficoltà più grande fu la mancanza di preti, dovuto al divieto imposto dai britannici di accogliere preti provenienti dalla Francia, cosa che impedì ai vescovi di Québec di inviare missionari nell'Acadia.
Nella seconda metà del Settecento le regioni della Nuova Scozia, del Nuovo Brunswick e l'isola del Principe Edoardo videro l'arrivo di numerosi immigrati irlandesi. Nel 1772 un prete irlandese, James Mac Donald, si stabilì nell'isola del Principe Edoardo, mentre nel 1785 un cappuccino di Cork si stabilì a Halifax. Nel 1787 un prete inglese di nome Jonas fu nominato dal vescovo di Québec superiore delle missioni della Nuova Scozia, con poteri simili a quelli di un vicario generale per queste terre. A Jonas succedette un prete irlandese, Edmund Burke. Queste nomine erano un segno dell'importanza sempre più crescente che assumevano i cattolici anglofoni nelle regioni atlantiche delle colonie britanniche canadesi.
Edmund Burke si rese conto che il progresso del cattolicesimo nella Nuova Scozia e nelle altre regioni poteva essere garantito solo istituendo una giurisdizione ecclesiastica indipendente da Québec, centro troppo lontano dalle terre di missione atlantiche. Fu così che il 4 luglio 1817 fu eretto il vicariato apostolico della Nuova Scozia, ricavandone il territorio dalla diocesi di Québec (oggi arcidiocesi).
Alla morte di Edmund Burke (1820), primo vicario apostolico, la sede rimase vacante per 5 anni, a causa della difficoltà a trovargli un successore. Alla fine fu nominato William Fraser, originario della Scozia, il quale si rifiutò di vivere in mezzo agli irlandesi a Halifax, e trasferì perciò la propria sede a Arichat sull'isola del Capo Bretone, che fu ceduta dalla diocesi di Québec al vicariato apostolico della Nuova Scozia il 4 settembre 1829 in forza del breve Inter multiplices di papa Leone VIII. Nel 1836 al vicariato apostolico fu unita anche la colonia britannica delle Bermuda.
Il 15 febbraio 1842 per effetto del breve Ex munere di papa Gregorio XVI il vicariato apostolico della Nuova Scozia fu elevato a diocesi con il nome di diocesi di Halifax, originariamente suffraganea dell'arcidiocesi di Québec. Le difficoltà create dal vescovo William Fraser, furono risolte il 27 settembre 1844, quando Halifax cedette una porzione del suo territorio a vantaggio dell'erezione della diocesi di Arichat (oggi diocesi di Antigonish) e Fraser vi fu trasferito come primo vescovo.
Il 4 maggio 1852 la diocesi di Halifax fu elevata al rango di arcidiocesi metropolitana in forza del breve Ad Romanum Pontificem di papa Pio IX. La prima provincia ecclesiastica di Halifax comprendeva le diocesi di Arichat, Charlottetown e Saint John.
Il XIX secolo fu un periodo di grande sviluppo per la diocesi di Halifax. Sorsero collegi, accademie per ragazze, un orfanotrofio, un ospedale, il seminario vescovile, diverse scuole parrocchiali. Diverse congregazioni religiose aprirono residenze nella diocesi. Tra i vescovi dell'Ottocento si deve segnalare Thomas Louis Connolly (1859-1876), che ebbe una parte nella nascita della federazione delle colonie britanniche del Nordamerica nel 1867 e che si segnalò al concilio Vaticano I come membro attivo della minoranza che si oppose alla definizione del dogma dell'infallibilità papale.
Nel XX secolo l'arcidiocesi si sviluppò ulteriormente, ma visse un momento di grande difficoltà durante l'episcopato di John Thomas McNally (1937-1952), il quale, volendo ricostruire il St. Mary's College in un nuovo sito, mise in serio pericolo le finanze dell'arcidiocesi, al limite del fallimento; questo fu anche occasione di uno scontro con il delegato apostolico Ildebrando Antoniutti.
Altra difficoltà fu la tensione, sempre latente nella storia dell'arcidiocesi, tra anglofoni e francofoni, che portò alla fine alla decisione di separare da Halifax la parte sud-occidentale della Nuova Scozia, abitata in maggioranza da francofoni, e di erigere, Il 6 luglio 1953, la diocesi di Yarmouth, con la bolla Romani partes di papa Pio XII.
Il 19 febbraio 1953 Halifax cedette anche le isole Bermuda a vantaggio dell'erezione di una prefettura apostolica indipendente (oggi diocesi di Hamilton a Bermuda).
Il 22 ottobre 2009 l'arcidiocesi di Halifax è stata unita alla diocesi di Yarmouth e ha assunto il nome attuale.

## Cronotassi dei vescovi
Si omettono i periodi di sede vacante non superiori ai 2 anni o non storicamente accertati.

### Sede di Halifax
- Edmund Burke † (4 luglio 1817 - 29 novembre 1820 deceduto)
  - Sede vacante (1820-1825)
- William Fraser (Frazer) † (3 giugno 1825 - 27 settembre 1844 nominato vescovo di Arichat)
- William Walsh † (27 settembre 1844 succeduto - 10 agosto 1858 deceduto)
- Thomas Louis Connolly, O.F.M.Cap. † (8 aprile 1859 - 27 luglio 1876 deceduto)
- Michael Hannan † (16 febbraio 1877 - 17 aprile 1882 deceduto)
- Cornelius O'Brien † (1º dicembre 1882 - 9 marzo 1906 deceduto)
- Edward Joseph McCarthy † (27 giugno 1906 - 26 gennaio 1931 deceduto)
- Thomas O'Donnell † (26 gennaio 1931 succeduto - 13 gennaio 1936 deceduto)
- John Thomas McNally † (17 febbraio 1937 - 18 novembre 1952 deceduto)
- Joseph Gerald Berry † (28 novembre 1953 - 12 maggio 1967 deceduto)
- James Martin Hayes † (22 giugno 1967 - 6 novembre 1990 dimesso)
- Austin-Emile Burke † (8 luglio 1991 - 13 gennaio 1998 ritirato)
- Terrence Thomas Prendergast, S.I. (30 giugno 1998 - 14 maggio 2007 nominato arcivescovo di Ottawa)
- Anthony Mancini (18 ottobre 2007 - 22 ottobre 2009 nominato arcivescovo di Halifax-Yarmouth)

### Sede di Yarmouth
- Albert Leménager † (6 luglio 1953 - 17 agosto 1967 deceduto)
- Austin-Emile Burke † (1º febbraio 1968 - 8 luglio 1991 nominato arcivescovo di Halifax)
- James Matthew Wingle (31 maggio 1993 - 9 novembre 2001 nominato vescovo di Saint Catharines)
  - Sede vacante (2001-2009)[3]

### Sede di Halifax-Yarmouth
- Anthony Mancini (22 ottobre 2009 - 27 novembre 2020 ritirato)
- Brian Joseph Dunn, succeduto il 27 novembre 2020

## Statistiche
L'arcidiocesi nel 2021 su una popolazione di 807.605 persone contava 215.880 battezzati, corrispondenti al 26,7% del totale.
| anno                            | popolazione | popolazione | popolazione | presbiteri | presbiteri | presbiteri | presbiteri                | diaconi | religiosi | religiosi | parrocchie |
| anno                            | battezzati  | totale      | %           | numero     | secolari   | regolari   | battezzati per presbitero | diaconi | uomini    | donne     | parrocchie |
| ------------------------------- | ----------- | ----------- | ----------- | ---------- | ---------- | ---------- | ------------------------- | ------- | --------- | --------- | ---------- |
| arcidiocesi di Halifax          |             |             |             |            |            |            |                           |         |           |           |            |
| 1950                            | 83.500      | 462.000     | 18,1        | 149        | 97         | 52         | 560                       |         | 26        | 865       | 62         |
| 1966                            | 88.000      | 375.000     | 23,5        | 126        | 86         | 40         | 698                       |         | 45        | 800       | 49         |
| 1968                            | 120.000     | 450.000     | 26,7        | 135        | 90         | 45         | 888                       |         | 47        | 580       | 50         |
| 1976                            | 112.040     | 414.663     | 27,0        | 100        | 75         | 25         | 1.120                     | 3       | 26        | 440       | 47         |
| 1980                            | 107.800     | 401.000     | 26,9        | 102        | 73         | 29         | 1.056                     | 6       | 32        | 440       | 51         |
| 1990                            | 140.640     | 496.800     | 28,3        | 98         | 72         | 26         | 1.435                     | 23      | 27        | 382       | 53         |
| 1999                            | 155.000     | 658.170     | 23,6        | 85         | 64         | 21         | 1.823                     | 26      | 22        | 304       | 53         |
| 2000                            | 155.000     | 634.100     | 24,4        | 84         | 64         | 20         | 1.845                     | 26      | 21        | 292       | 53         |
| 2001                            | 155.000     | 517.833     | 29,9        | 84         | 63         | 21         | 1.845                     | 25      | 23        | 287       | 53         |
| 2002                            | 155.000     | 517.833     | 29,9        | 91         | 69         | 22         | 1.703                     | 25      | 24        | 290       | 54         |
| 2003                            | 155.000     | 540.922     | 28,7        | 83         | 58         | 25         | 1.867                     | 24      | 27        | 209       | 54         |
| 2004                            | 155.000     | 540.821     | 28,7        | 83         | 60         | 23         | 1.867                     | 24      | 25        | 264       | 52         |
| 2006                            | 161.125     | 564.583     | 28,5        | 80         | 64         | 16         | 2.014                     | 28      | 17        | 243       | 53         |
| diocesi di Yarmouth             |             |             |             |            |            |            |                           |         |           |           |            |
| 1966                            | 27.053      | 118.760     | 22,8        | 55         | 35         | 20         | 491                       |         | 14        | 87        | 46         |
| 1970                            | 31.636      | 127.096     | 24,9        | 48         | 33         | 15         | 659                       |         | 18        | 91        | 25         |
| 1976                            | 36.000      | 131.000     | 27,5        | 43         | 26         | 17         | 837                       |         | 18        | 75        | 25         |
| 1980                            | 36.360      | 137.700     | 26,4        | 44         | 26         | 18         | 826                       |         | 20        | 66        | 24         |
| 1990                            | 36.000      | 145.000     | 24,8        | 33         | 19         | 14         | 1.090                     | 2       | 17        | 50        | 41         |
| 1999                            | 28.000      | 146.329     | 19,1        | 27         | 23         | 4          | 1.037                     | 1       | 6         | 33        | 24         |
| 2000                            | 25.740      | 146.329     | 17,6        | 26         | 24         | 2          | 990                       | 2       | 2         | 26        | 24         |
| 2001                            | 25.386      | 146.329     | 17,3        | 30         | 28         | 2          | 846                       | 1       | 2         | 28        | 24         |
| 2002                            | 24.400      | 146.329     | 16,7        | 28         | 28         |            | 871                       | 1       |           | 25        | 24         |
| 2003                            | 24.500      | 146.329     | 16,7        | 26         | 26         |            | 942                       |         |           | 23        | 24         |
| 2004                            | 36.000      | 143.261     | 25,1        | 27         | 27         |            | 1.333                     |         |           | 18        | 24         |
| arcidiocesi di Halifax-Yarmouth |             |             |             |            |            |            |                           |         |           |           |            |
| 2010                            | 207.900     | 733.300     | 28,3        | 95         | 76         | 19         | 2.188                     | 34      | 20        | 214       | 71         |
| 2013                            | 197.200     | 733.000     | 26,9        | 87         | 70         | 17         | 2.266                     | 37      | 17        | 172       | 69         |
| 2016                            | 202.390     | 757.224     | 26,7        | 77         | 62         | 15         | 2.628                     | 43      | 15        | 135       | 66         |
| 2019                            | 209.900     | 785.300     | 26,7        | 74         | 62         | 12         | 2.836                     | 43      | 12        | 95        | 66         |
| 2021                            | 215.880     | 807.605     | 26,7        | 65         | 58         | 7          | 3.321                     | 41      | 7         | 87        | 66         |